# Capità general de Catalunya

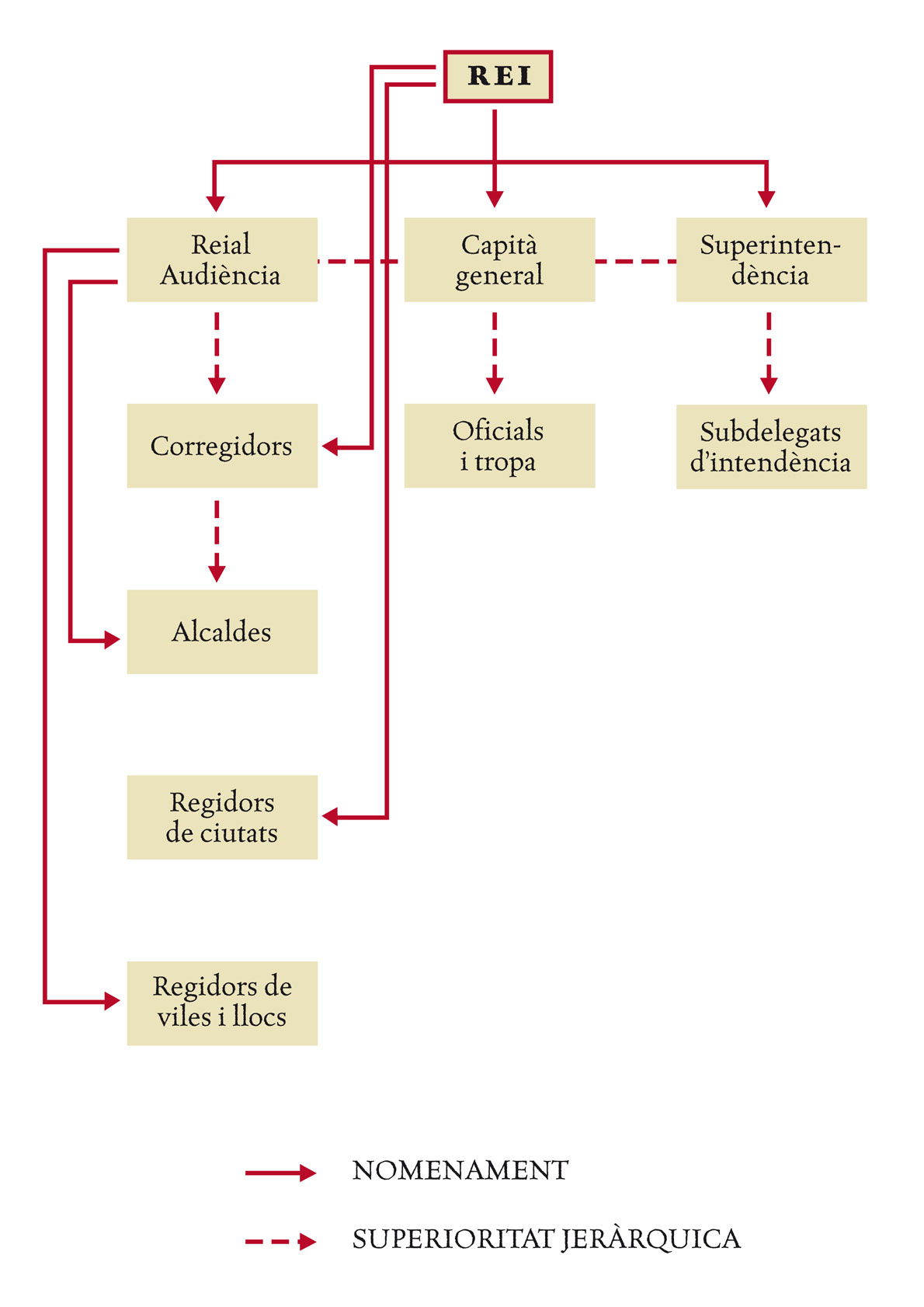
Esquema del sistema de govern borbònic basat en tres institucions polítiques: La nova Reial Audiència per fer complir les noves lleis, el Capità general que regia sobre el nombrós exèrcit que garantia l'ocupació, i el Superintendent que cobrava la gravosa fiscalitat que es va imposar als vençuts. Fins i tot els nomenaments més locals depenien directament de la monarquia.

El capità general de Catalunya fou un càrrec creat en lloc del Virrei de Catalunya a la fi de la Guerra de Successió en aplicació dels Decrets de Nova Planta que substituïren les lleis i institucions del Principat de Catalunya i la resta de la Corona d'Aragó. Originalment, el capità general de fet tenia atribuïdes la jurisdicció militar a tota Catalunya i en època de Pi i Arimón el seu estat major el formaven aquest, un mariscal de camp, un brigadier, un tinent coronel, tres comandants, cinc capitans i un tinent, a més dels oficials a càrrec de l'arxiu militar d'un oficial primer, dos oficials segons i dos oficials tercers. Així mateix, el capità general presidia la Reial Audiència, que dirimia qüestions de justícia. També tenia de fet delegades les qüestions de seguretat ciutadana de Catalunya. En aquest sentit, a càrrec seu hi havia les esquadres de Catalunya, fundades el 1719 per a perseguir austriacistes i que fou el germen del que més tard seria el Cos de Mossos d'Esquadra; i les Rondas Volantes Extraordinarias del Resguardo de Cataluña - anomenats Pirrots o Parrots - fundades el 1770 que perseguien els contrabandistes.
Des de la reforma administrativa de 1835 va mantenir les regions militars existents, però el capità general ja només tindrà funcions militars i perdrà les funcions civils, que restaran en mans del governador civil. La capitania general de Catalunya formarà part de la IV Regió Militar fins que en 1984 fou integrada en la Región Militar Pirenaica Oriental amb seu a Barcelona.
Inicialment, el capità general s'instal·là al Palau Reial del Pla de Palau de Barcelona, fins que el 1846 es traslladà al convent de la Mercè que es trobava sense ús després de la bullanga de 1835 i les successives desamortitzacions, i que fou reformat diversos cops durant els segles XIX i XX.

## Llista de capitans generals de Catalunya
Regnat de Felip V
- 1713-1714 Restaino Cantelmo Stuart, duc de Popoli
- 1714 (juliol-octubre). James Fitz-James Stuart, duc de Berwick, Llíria i Xèrica
- 1714 (octubre). Claude François Bidal d’Asfeld, marquès d'Asfeld (interí)
- 1714-1715. Albert-Helfride-Octave t'Serclaes de Tilly, príncep de Tilly
- 1715-1719. Francesco Pio di Savoia, marquès de Castel-Rodrigo
- 1719 (juny-setembre). Antonio del Valle (cap polític interí) i Francisco Caetano de Aragón (cap militar interí)
- 1719-1720. Francesco Pio di Savoia, marquès de Castel-Rodrigo (segona vegada)
- 1720 (maig-desembre). Francisco Caetano de Aragón (interí) (segona vegada)
- 1720-1721. Francesco Pio di Savoia, marquès de Castel-Rodrigo (tercera vegada) (titular fins al 1723)
- 1721-1722. Francisco Caetano de Aragón (interí) (tercera vegada)
- 1722-1725. José Carrillo de Albornoz y Montiel, comte de Montemar (interí)
- 1725-1735. Guillaume de Melun, marquès de Risbourg
- 1735-1737. Ignace-François de Glimes de Brabant de Campenne, comte de Glimes y del Sacro Imperio (interí)
- 1737-1738. Joris Prosper Van Verboom, marquès de Verboom (interí)
- 1738-1742. Ignace-François de Glimes de Brabant de Campenne, comte de Glimes y del Sacro Imperio (segona vegada) (titular fins al 1754)
- 1742 (abril-novembre). Jaime Miguel de Guzmán Dávalos y Spínola, marquès de La Mina
- 1742-1746. Gaspar Sanz de Antona, governador de Barcelona (cap militar accidental) i Josep Francesc d'Alòs i de Rius, Regent de la Reial Audiència de Catalunya (cap polític accidental)
- 1746-1749. Pedro de Vargas y Maldonado, marquès de Campo Fuerte (interí) (des de juliol de 1746 regna Ferran VI)

Regnat de Ferran VI
- 1749-1754. Jaime Miguel de Guzmán Dávalos y Spínola, marquès de la Mina (segona vegada)
- 1754-1755. Agustín de Ahumada y Villalón, governador de Barcelona (cap militar accidental) (conflicte entre el marquès de la Mina i la Reial Audiència de Catalunya, la qual pretengué assumir el poder polític)
- 1755-1767. Jaime Miguel de Guzmán Dávalos y Spínola, marquès de la Mina (tercera vegada) (des de 1759 regna Carles III)

Regnat de Carles III
- 1767 (gener-juny). Bernardo O'Connor y O'Phaly, governador de Barcelona (cap militar accidental, l'Audiència assumeix el poder polític)
- 1767-1770. Ambrosio de Funes Villalpando y Abarca de Bolea, comte de Ricla
- 1770 (abril-desembre). Bernardo O'Connor y O'Phaly, governador de Barcelona (cap militar accidental, l'Audiència assumeix el poder polític) (segona vegada)
- 1770-1772. Ambrosio de Funes Villalpando y Abarca de Bolea, comte de Ricla (segona vegada) (titular fins al 1780)
- 1772 (febrer-juliol). Bernardo O'Connor y O'Phaly, governador de Barcelona (cap militar accidental, l'Audiència assumeix el poder polític) (tercera vegada)
- 1772-1773. Bernardo O'Connor y O'Phaly (interí) (quarta vegada)
- 1773-1778. Philippe de Cabanes, senyor de Luttange (interí)
- 1778-1783. Francisco González y de Bassecourt, comte del Asalto, marquès de Grigny (interí)
- 1783-1784. Felix O'Neille, governador de Barcelona (cap militar accidental, l'Audiència assumeix el poder polític)
- 1784-1789. Francisco González y de Bassecourt, comte del Asalto, marquès de Grigny (segona vegada) (titular fins al 1790) (des de 1788 regna Carles IV)

Regnat de Carles IV
- 1789-1792. Francisco Antonio de Lacy, comte de Lacy
- 1792-1793. Ladislao Habor, governador de Girona (cap militar accidental, l'Audiència assumeix el poder polític)
- 1793-1794. Antonio Ricardos y Carrillo de Albornoz
- 1794 (febrer-abril). Jerónimo José de Baños y Utrera, marquès de Baños[5] (cap militar accidental, l'Audiència assumeix el poder polític)
- 1794 (abril-novembre). Luis Fermín de Carvajal Vargas y Brun, comte de la Unión
- 1794-1795. José de Urrutia y de las Casas
- 1795-1797. (vacant, govern polític accidental de l'Audiència)
- 1796. Juan Vicente de Güemes y Pacheco, comte de Revillagigedo, baró de Benilloba y Ribaroja (no prengué possessió)
- 1797-1799. Agustín de Lancaster y Araciel
- 1799 (maig-agost). Antonio Cornel Ferraz Doz y Ferraz
- 1799 (agost-novembre). Leopoldo de Gregorio y Paternó, marquès de Vallesantoro, governador de Barcelona (cap militar accidental, l'Audiència assumeix el poder polític)
- 1799-1800. Domingo Izquierdo
- 1800-1801. Pere Caro i Sureda-Valero y Maça de Liçana
- 1801-1802. Francisco de Horcasitas y Colón de Portugal (interí)
- 1802-1808. Juan Procopio de Bassecourt y Bryas, comte de Santa Clara i baró de Maials (interí fins al 1803)
- 1808 (febrer-setembre). José de Ezpeleta y Veira de Galdeano, comte de Ezpeleta de Beire (des del març 1808 regna Ferran VII i des del juliol Josep I) (des del juny 1808 sota l'autoritat de l'exèrcit francès)

Regnats de Ferran VII i Josep I
- 1808-1809. Galceran de Vilalba de Meca i de Llorac, baró de Solivella (nomenat per l'exèrcit francès)
- 1808-1810. Guillaume Philibert Duhesme, comte de Duhesme, cap suprem militar i polític (de facto)

Imperi de Napoleó I (Governadors generals)
- 1810. Pierre François Charles Augereau, duc de Castiglione
- 1810. Louis Emmanuel Rey (interí)
- 1810-1811. Etienne-Jacques-Joseph-Alexandre Mac-Donald, duc de Tarento
- 1811-1813. Charles Mathieu Isidore Decaen, comte de Decaen
- 1813-1814. Louis-Gabriel Suchet, duc de l'Albufera

Junta Superior de Catalunya
- 1808. Domingo Traggia Uribarri, marquès de Palacio
- 1808-1809. Joan Miquel de Vives i Feliu
- 1809. Teodoro Reding
- 1809. Antoine Malet, marquès de Coupigny (interí)
- 1809. Joaquín Blake
- 1809-1810. Francisco Gómez de Terán y Negrete, marquès de Portago
- 1810. Jaime García-Conde (interí)
- 1810. Juan de la Cruz Fernández de Henestrosa y Horcasitas (interí)
- 1810. Enrique O'Donnell y Anethan, després comte de La Bisbal
- 1810. Juan Manuel de Villena
- 1810. Carlos O'Donnell y Anethan (interí)
- 1810-1811. Miguel Antonio de Iranzo y Peralta
- 1811. Luis González-Torres de Navarra y Castro, marquès de Campoverde
- 1811-1813. Luis de Lacy y Gautier
- 1813. Joaquim d'Ibáñez-Cuevas i de Valonga, baró d'Eroles
- 1813-1814. Francisco de Oliver-Copons y Méndez-Navia, després comte de Tarifa

Regnat de Ferran VII (restauració)
- 1814. Joaquim d'Ibáñez-Cuevas i de Valonga, baró d'Eroles (segona vegada)
- 1814. Francisco Bernaldo de Quirós y Mariño de Lobera, marquès de Campo Sagrado
- 1815. Andrés Pérez de Herrasti (interí)
- 1815-1820. Francisco Javier Castaños y Aragerri, després duc de Bailén, marquès de Portugalete
- 1820-1822. Pedro Villacampa y Maza de Lizana
- 1822. José María de Santocildes y de Llanos
- 1822. Joaquín Ruiz de Porras
- 1822. Francisco Javier Ferraz y Cornel
- 1822-1823. Francisco Javier de Sentmenat-Oms y de Santa Pau y de Vera, marquès de Castelldosrius, baró de Santa Pau
- 1823. Fernando Gómez de Butrón (interí)
- 1823. Antoine Rotten (interí)
- 1823. Francisco de Espoz y Mina
- 1823-1824. Joaquín de Ibáñez Cuevas y de Valonga, baró de Eroles (tercera vegada)
- 1824-1825. Francisco Bernaldo de Quirós y Mariño de Lobera, maqués de Campo Sagrado (interí)
- 1825-1826. Joan Caro Sureda-Valero i Togores
- 1826-1827. Francisco Bernaldo de Quirós y Mariño de Lobera, maqués de Campo Sagrado
- 1827-1832. Charles d'Espagnac de Cousserans de Cominges, comte d'Espanya
- 1832-1835. Manuel de Llauder i de Camín, marquès del Valle de Ribas (des de 1833 regna Isabel II)

Regnat d'Isabel II
- 1835-1836. Francisco de Espoz y Mina
- 1836-1836. Juan Antonio Aldama Irabien
- 1837. Francisco Serrano y Cuenca
- 1837-1839. Ramon de Meer i Kindelán, baró de Meer, comte de Gra
- 1839-1840. Jerónimo Valdés de Noriega, després comte de Villarin
- 1840-1842. Antonio van Halen y Sarti, comte de Peracamps
- 1842-1843. Antonio Seoane Hoyos (interí)
- 1843. José de Cortines y Espinosa de los Monteros (interí)
- 1843. Miguel Aráoz y Arce
- 1843. José Laureano Sanz y Soto de Alfeirán
- 1843-1845. Ramon de Meer i Kindelán, baró de Meer, comte de Gra (segona vegada)
- 1845. Manuel Gutiérrez de la Concha e Irigoyen, després marquès del Duero
- 1845. Manuel Bretón del Rio y Fernández de Jubera, després comte de la Riba y Picamoixons
- 1845-1847. Manuel Pavía y Lacy, després marquès de Novaliches
- 1847. Manuel Gutiérrez de la Concha y de Irigoyen, després marquès del Duero
- 1847-1848. Manuel Pavía y Lacy, després marquès de Novaliches
- 1848. Fernando Fernández de Córdova Valcárcel
- 1848-1849. Manuel Gutiérrez de la Concha e Irigoyen, marquès del Duero
- 1849-1854. Ramón de la Rocha y Duji
- 1854-1855. Domingo Dulce de Guerrero, Garay y Sáez, després marquès de Castellflorite
- 1855-1858. Juan Zapatero y Navas
- 1858-1862. Domingo Dulce de Guerrero, Garay y Sáez, després marquès de Castellflorite
- 1862-1863. Luis García y Miguel
- 1863-1864. Fernando Cotoner y Chacón Manrique de Lara y Despuig, després marquès de la Sénia
- 1864-1865. Rafael Mayalde y Villaroya
- 1865. Rafael Echagüe y Bermingham, després comte del Serrallo
- 1865-1866. Fernando Cotoner y Chacón Manrique de Lara y Despuig després marquès de la Sénia (segona vegada)
- 1866-1867. Manuel Gasset y Mercader, després marquès de Benzú
- 1867-1868. Juan Manuel de la Pezuela y de Ceballos, comte de Cheste, marquès de la Pezuela
- 1868. Manuel Pavía y Lacy, marquès de Novaliches
- 1868. Joaquim de Bassols i de Maranyosa

Govern Provisional de 1868 a 1870
- 1868-1869. Ramon Nouvillas i Ràfols
- 1869-1872. Eugenio de Gaminde y Lafont (des de 1870 regna Amadeu I)

Regnat d'Amadeu I d'Espanya
- 1872. Manuel de La Serna y Hernández Pinzón, marquès de Irún
- 1872. Gabriel Baldrich i Palau

Primera República Espanyola
- 1872-1873. Eugenio de Gaminde y Lafont
- 1873. Juan Contreras y San Román
- 1873. José García Velarde
- 1873. Juan Acosta y Muñoz
- 1873. José Turón y Prats

Govern Provisional de 1873 a 1874
- 1873-1874. Arsenio Martínez de Campos y Antón
- 1874. Rafael Izquierdo y Gutiérrez
- 1874. Francisco Serrano Bedoya
- 1874. José López Domínguez
- 1874. Fernando del Pino y Villamil (interí)

Regnat d'Alfons XII d'Espanya
- 1874-1876. Arsenio Martínez de Campos y Antón (segona vegada)
- 1876-1879. Ramón Blanco y Erenas, marquès de Peña Plata
- 1879-1880. Luis de Prendergast y Gordon, marquès de Victoria de la Tunas
- 1880-1881. Manuel Pavía y Rodríguez de Alburquerque
- 1881. Luis de Prendergast y Gordon, marquès de Victoria de la Tunas (segona vegada)
- 1881-1883. Ramón Blanco y Erenas, marquès de Peña Plata (segona vegada)
- 1883 (gener-febrer). José Galbis Abella, governador de Barcelona. (interí)
- 1883-1886. José Luis Riquelme y Gómez

Regnat d'Alfons XIII d'Espanya
- 1886. Pedro de Cuenca y Díaz de Rábago
- 1886-1890. Ramón Blanco y Erenas, marquès de Peña Plata (tercera vegada)
- 1890. Arsenio Martínez de Campos y Antón
- 1890-1893. Ramón Blanco y Erenas, marquès de Peña Plata (quarta vegada)
- 1893. Arsenio Martínez de Campos y Antón (segona vegada)
- 1893-1896. Valerià Weyler i Nicolau, marquès de Tenerife
- 1896-1899. Eulogio Despujol y Dusay, comte de Caspe
- 1899-1901. Manuel Delgado y Zuleta
- 1901-1902. Enric Bargés i Pombo
- 1903-1905. Manuel Delgado y Zuleta (segona vegada)
- 1905-1906. Vicente Martítegui Pérez de Santamaría
- 1906-1909. Arsenio Linares y Pombo
- 1909. Luis de Santiago y Manescau
- 1909-1914. Valerià Weyler i Nicolau, marquès de Tenerife (segona vegada)
- 1914-1915. César del Villar y Villate
- 1915-1917. Felipe Alfau Mendoza
- 1917. José Marina Vega
- 1917-1918. Josep Oriol Barraquer i Roviralta
- 1918. Ramón García y Menacho
- 1918-1920. Joaquim Milans del Bosch i Carrió
- 1920. Valerià Weyler i Nicolau, marquès de Tenerife (tercera vegada)
- 1920-1921. Carlos Palanca y Cañas
- 1921-1922. José Olaguer-Feliú y Ramírez
- 1922-1924. Miguel Primo de Ribera y Orbaneja, marquès d'Estella
- 1924-1930. Emilio Barrera Luyando
- 1930. Carles de Borbó-Dues Sicílies (infant d'Espanya)
- 1930-1931. Ignacio Despujol y de Sabater

Segona República Espanyola
- 1931. Eduardo López de Ochoa
- 1931-1935. Domènec Batet i Mestres
- 1935-1936. Francisco Llano de la Encomienda

Franquisme
- 1939. Eliseo Álvarez-Arenas y Romero (General Jefe dels serveis d'ocupació)
- 1939-1941. Luis Orgaz Yoldi
- 1941-1942. Alfredo Kindelán y Duany
- 1943-1945. José Moscardó e Ituarte
- 1945-1949. José Solchaga y Zala
- 1949-1957. Juan Bautista Sánchez González
- 1957-1962. Pablo Martín Alonso, marquès de Villatorcas
- 1962-1965. Luis de Lamo y Peris
- 1965-1967. José Luis de Montesino-Espartero y Averly, duc de la Victòria, marquès de Morella, comte de Luchana
- 1967-1971. Alfonso Pérez-Viñeta y Lucio
- 1971-1972. Joaquín Nogueras y Márquez
- 1973-1976. Salvador Bañuls y Navarro (des de 1975 regna Joan Carles I)

Regnat de Joan Carles I
- 1976-1978. Francisco de Paula Coloma-Gallegos y Pérez
- 1978-1979. Antonio Ibáñez Freire
- 1979-1980. Luis Otero Saavedra
- 1980-1981. Antonio Pascual Galmes
- 1981-1982. Ricardo Arozarena Girón
- 1982-1983. José Antonio Sáenz de Santamaría Tinturé
- 1983-1984. Luis Sáez Larumbe
- 1984-1986. Fernando Rodríguez Ventosa
- 1986-1987. Baldomero Hernández Carreras

Caps de la Regió Militar Pirenaica
- 1987-1990. José Luis Carrasco Lanzós
- 1991-1993. Ricardo Marzo Mediano
- 1993-1997. Antonio Martínez Teixidó
- 1997-1999. Victor Suanzes Pardo
- 1999-2000. Rafael de Valenzuela Teresa
- 2000-2003. Luis Alejandre Sintes

Inspectors Generals de l'Exèrcit
- 2003-2006. Francisco Boyero Delgado
- 2006-2010. Fernando Torres González
- 2010-2013. José Manuel Muñoz Muñoz
- 2013-2017. Ricardo Álvarez-Espejo García
- 2017-2022. Fernando Aznar Ladrón de Guevara
- 2022-... Manuel Busquier Sáez